# Tjänstegrader och uniformer vid Spaniens statspolis
Tjänstegrader och uniformer vid Spaniens statspolis visar tjänstegrader, gradbeteckningar och uniformer vid den spanska statspolisen, Cuerpo Nacional de Policía .

## Gradbeteckningar
| Bandera de España                                |                                         |                                                  |                                        |
| Högre polischefer                                |                                         |                                                  |                                        |
|                                                  |                                         |                                                  |                                        |
| Director Adjunto Operativo (DAO) Generaldirektör | Subdirector General Överdirektör        | Comisario General Jefe de División Polisdirektör | Jefe Superior Biträdande polisdirektör |
| Polismästare                                     |                                         |                                                  |                                        |
|                                                  |                                         |                                                  |                                        |
|                                                  | Comisario Principal Polismästare        | Comisario Polisöverintendent                     |                                        |
| Polischefer                                      |                                         |                                                  |                                        |
|                                                  |                                         |                                                  |                                        |
|                                                  | Inspector Jefe Polisintendent           | Inspector Polissekreterare                       |                                        |
| Polisinspektörer                                 |                                         |                                                  |                                        |
|                                                  |                                         |                                                  |                                        |
|                                                  | Subinspector Polisinspektör (gruppchef) |                                                  |                                        |
| Polismän                                         |                                         |                                                  |                                        |
|                                                  |                                         |                                                  |                                        |
|                                                  | Oficial de Policía Polisinspektör       | Policía Polisassistent                           |                                        |
| Polischefsstuderande                             |                                         |                                                  |                                        |
|                                                  |                                         |                                                  |                                        |
| Polischefsaspirant                               | Polischefsstuderande andra årskursen    | Polischefsstuderande andra årskursen             | Polischefsstuderande första årskursen  |
| Polisstuderande                                  |                                         |                                                  |                                        |
|                                                  |                                         |                                                  |                                        |
|                                                  | Polisaspirant                           | Polisstuderande                                  |                                        |

## Huvudbonader
| Högre polischefer | Polismästare | Polischefer | Polisinspektörer | Polismän |
| ----------------- | ------------ | ----------- | ---------------- | -------- |
|                   |              |             |                  |          |

## Uniformer
| Uniformsdräkter |                      |                |                   |                  |                         |            |                                |
|                 |                      |                |                   |                  |                         |            |                                |
| Närpolis SC     | Utryckningspolis UPR | Piketpolis UIP | Insatsstyrka GOES | Insatsstyrka GEO | Parad- och högtidsdräkt | Stor parad | Stor parad (kvinnlig personal) |